# Tomaszowski słownik biograficzny
Tomaszowski słownik biograficzny (skrót: TSB) powstał z inicjatywy doc. dra hab. Ryszarda Kotewicza i jest wydawany przez Koło Polskiego Towarzystwa Historycznego w Tomaszowie Mazowieckim.
Słownik obejmuje życiorysy osób nieżyjących, zamieszkałych w Tomaszowie Mazowieckim lub z nim związanych (poprzez urodzenie, kształcenie, pracę, działalność literacką, społeczną lub polityczną). W TSB zamieszcza się biogramy osób wybitnych, ważnych dla miejscowej społeczności i takich, które wyróżniły się ponad przeciętność.
Słownik jest wydawany w zeszytach systemem holenderskim (tj. w każdym zeszycie zamieszczane są biogramy w układzie alfabetycznym od A do Z). Dotychczas (od roku 1994) ukazało się 7 zeszytów.

## Zasady tworzenia biogramów
Zasady organizacji biogramów umieszczanych w TSB kontynuują zasady Polskiego Słownika Biograficznego, zob. instrukcję zamieszczona na stronie PSB  (strona dla autorów haseł, wskazówki dla autorów). Biogram powinien zawierać rozbudowaną część narracyjną dotyczącą związków danej osoby z Tomaszowem Mazowieckim, działalności tej osoby w mieście Tomaszowie, dla dobra miasta lub jego mieszkańców.

## Autorzy biogramów
- AK – Andrzej Kędzierski
- AW – Andrzej Wróbel
- DK – Dariusz Krakowiak
- EL – Emilian Leszczyński
- HF - † Henryk Figura
- JS – Jan Szymczak
- JSk - Jerzy Skoracki
- JSu – Jerzy Supady
- JW – Jerzy Wojniłowicz
- JZ – Jan Zaborowski
- KŁ – Krzysztof Łapiński
- KTW – Krzysztof Tomasz Witczak
- KW – Krzysztof Walczak
- MDB - Maciej Dęboróg-Bylczyński
- MGR - Małgorzata Grażyna Rządkiewicz
- MNK – Maria Nartonowicz-Kot
- MW – †Marian Witek
- PG – Paweł Grabarczyk
- Red. – Redakcja TSB
- RK – †Ryszard Kotewicz
- SG – ks. Stanisław Grad
- TK – Teresa Kaczmarek
- WB – Wiesława Bogurat
- ZZ – Zofia Zielińska

## Biogramy tomaszowian
- Antoniewicz Tadeusz Augustyn (1888-1937), TSB, zesz. 1 (1994), s. 9-10. Autor: JW
- Baran Jan (1896-1967), TSB, zesz. 7 (2012), s. 5-6. Autor: AW
- Beatus Henryk Franciszek (1896-1939), TSB, zesz. 3 (1999), s. 7-8. Autor: JW
- Benni Artur Wilhelm (1839-1867), TSB, zesz. 6 (2010), s. 5-7. Autor: KTW
- Benni Fryderyk Emanuel Herman (1839-1867), TSB, zesz. 6 (2010), s. 8-10. Autor: KTW
- Benni Jan Jakub (1800-1863), TSB, zesz. 6 (2010), s. 10-12. Autor: KTW
- Benni Karol Abraham Henryk (1843-1916), TSB, zesz. 6 (2010), s. 12-16. Autor: KTW
- Berezowski Eugeniusz Mansfet (1893-1920), TSB, zesz. 2 (1997), s. 7. Autor: JW
- Biały Witold Tadeusz (1899-1957), TSB, zesz. 3 (1999), s. 8-10. Autor: AW
- Billewicz Konrad Franciszek (1861/2?-1932), TSB, zesz. 6 (2010), s. 16-17. Autorzy: KW, KTW
- Bińczyk Kazimierz Andrzej (1933-2008), TSB, zesz. 7 (2012), s. 6-8. Autorka: ZZ
- Błaszczyk Władysław (1897-1936), TSB, zesz. 6 (2010), s. 17-19. Autor: Dariusz Krakowiak|DK
- Bogusławski Stanisław Izydor (1846-1895), TSB, zesz. 3 (1999), s. 10-12. Autor: EL
- Budziński Wincenty (1783-1847), TSB, zesz. 7 (2012), s. 8-9. Autor: KTW
- Bylczyński Jakub Aleksander (1881-1954), TSB, zesz. 7 (2012), s. 9-11. Autor: MDB

- Ciołkoszowa z Kahanów Lidia (1902-2002), TSB, zesz. 5 (2003), s. 7-11. Autor: MNK

- Dąbrowski Ludwik ks. (1834-1917), TSB, zesz. 4 (2001), s. 7-8. Autor: SG
- Dekowski Jan Piotr (1907-1988), TSB, zesz. 4 (2001), s. 8-12. Autor: WB
- Dorociak Jan (1931-1989), TSB, zesz. 7 (2012), s. 11-12. Autor: AW
- Drajling Leon Bernard (1905-1995), TSB, zesz. 4 (2001), s. 12-14. Autor: AK

- Gabrysiewicz Antoni (1903-1943), TSB, zesz. 5 (2003), s. 11-12. Autor: JW
- Gadaj Marian (1920-2005), TSB, zesz. 6 (2010), s. 19-21. Autor: JZ
- Gałczyński Jerzy (1926-1994), TSB, zesz. 7 (2012), s. 12-14. Autor: JW
- Gawłowski Wiesław Stanisław (1950-2000), TSB, zesz. 5 (2003), s. 12-14. Autor: Redakcja TSB.
- Grabowski Roman (1933-1995), TSB, zesz. 2 (1997), s. 8-9. Autor: MW
- Grad Franciszek (1925-1983), TSB, zesz. 3 (1999), s. 12-13. Autor: MW
- Gruszczyński Stanisław Konstanty (1880-1943), TSB, zesz. 4 (2001), s. 15-17. Autor: AW

- Haensel (Hensel, Hencel) Mieczysław Eustachiusz (1891-1964), TSB, zesz. 5 (2003), s. 14-16. Autor: JW
- Hess Kazimierz Józef (1912-1992), TSB, zesz. 5 (2003), s. 16-18. Autor: JW
- Hojnowski Stanisław Piotr (1893-1939), TSB, zesz. 3 (1999), s. 13-15. Autor: MW

- Jastrzębska Mirosława (1921-1982), TSB, zesz. 1 (1994), s. 10-12. Autor: WB
- Jastrzębski Józef (1920-1989), TSB, zesz. 1 (1994), s. 12-14. Autor: AK
- Józefowski Zdzisław Wiktor (1907-1943), TSB, zesz. 5 (2003), s. 18-20. Autor: JW

- Kaczmarek Jan (1940-1994), TSB, zesz. 3 (1999), s. 15-16. Autor: WB
- Kałużyński Stefan (1894-1980), TSB, zesz. 6 (2010), s. 21-22. Autor: AW
- Kapruziak Alodia (1907-1979), TSB, zesz. 6 (2010), s. 22-24. Autor: AW
- Karaszewski Stefan (1915-1939), TSB, zesz. 3 (1999), s. 16-17. Autor: JW
- Karoń Bolesław (1912-1988), TSB, zesz. 6 (2010), s. 24-26. Autor: EL
- Kaźmirowski Mieczysław Hilary (1906-1968), TSB, zesz. 4 (2001), s. 17-20. Autor: EL
- Kempner Jakub Joachim (1802-1840), TSB, zesz. 1, Tomaszów Maz. 1994, s. 14-15. Autor: RK
- Klonowski Stanisław Wojciech ks. (1799-1860), TSB, zesz. 4 (2001), s. 20-22. Autor: JW
- Kot Antoni (1838-1918), TSB, zesz. 1 (1994), s. 15-16.Autor: RK
- Kotarski Marian (1901-1943), TSB, zesz. 7 (2012), s. 14-15. Autor: JW
- Kotewicz Ryszard (1937-1997), TSB, zesz. 3 (1999), s. 18-20. Autor: KŁ
- Kozłowski Kazimierz (1911-2000), TSB, zesz. 4 (2001), s. 22-23. Autor: MW
- Krajewski Jan ks. (1870-1932), TSB, zesz. 5 (2003), s. 20-22. Autor: SG

- Kuroszówna (Kurosz) Emilia (1861-1928), TSB, zesz. 4 (2001), s. 23-24. Autor: JW

- Landau Ludwik Maurycy (1902-1944), TSB, zesz. 1 (1994), s. 16-18. Autor: MW
- Landsberg Aleksander (Abram Lejb) (1858-1928), TSB, zesz. 5 (2003), s. 22-24. Autor: JW
- Legowicz Jan Wawrzyniec (1909-1992), TSB, zesz. 6 (2010), s. 26-28. Autor: PG
- Lindner Johann Gottlob (1782-1831), TSB, zesz. 7 (2012), s. 15-16. Autor: KTW
- Ławrzel Józef (1906-1940), TSB, zesz. 4 (2001), s. 25-26. Autor: JW

- Mannigel Jan Krystian (1782-1829), TSB, zesz. 7 (2012), s. 16. Autor: KTW
- Matysiak Grzegorz (1932-1974), TSB, zesz. 1 (1994), s. 18-19. Autor: JW
- Miernik Kazimierz Jan (1924-1944), TSB, zesz. 2 (1997), s. 9-10. Autor: JW

- Narewski Stanisław Kostka Maciej (1865-1932), TSB, zesz. 1 (1994), s. 19-21. Autor: RK
- Nizwald Tadeusz (1903-1941), TSB, zesz. 4 (2001), s. 26-27. Autor: JW
- Nowak Paweł (1895-1914), TSB, zesz. 3 (1999), s. 21-22. Autor: JW

- Ogórek Czesław (1935-1995), TSB, zesz. 2 (1997), s. 11-12. Autor: TK
- Olszewski Stanisław Donat (1899-1963), TSB, zesz. 2 (1997), s. 13-14. Autor: JW
- Olszewski (Olszowski) Szymon Jakub (1798-1882), TSB, zesz. 1 (1994), s. 22-23. Autor: RK
- Ostrowski Jan Krystyn (1894-1981), TSB, zesz. 1 (1994), s. 23-25. Autor: RK
- Ostrowski Stanisław (1812-1889), TSB, zesz. 1 (1994), s. 25-26. Autor: RK

- Pachniewiczowa Teofila (1903-1994), TSB, zesz. 2 (1997), s. 14-17. Autor: EL
- Pigoń Zdzisław (1930-1975), TSB, zesz. 3 (1999), s. 22-24. Autor: EL
- Piotrowski Jan Rafał (1895-1942), TSB, zesz. 3 (1999), s. 24-25. Autor: JW
- Prasał Franciszek (1911-1979), TSB, zesz. 5 (2003), s. 23-25. Autor: AK

- Rączaszek Antoni Szczepan (1898-1957), TSB, zesz. 2, Tomaszów Maz. 1997, s. 17-19. Autor: RK
- Rączaszek Czesława (1903-1974), TSB, zesz. 7 (2012), s. 16-18. Autor: MGR
- Rode Maria Eustachia (1855-1912), TSB, zesz. 2 (1997), s. 19-20. Autor: RK
- Rudź Wiera (1919-2001), TSB, zesz. 6 (2010), s. 28-30. Autor: ZZ
- Rudź Włodzimierz (1925-2002), TSB, zesz. 6 (2010), s. 30-32. Autor: JW
- Ruszczewski Lucjan Antoni (1861-1921), TSB, zesz. 4 (2001), s. 28-29. Autor: MW

- Sachacki Stanisław (1922-1997), TSB, zesz. 3 (1999), s. 25-27. Autor: Redakcja TSB.
- Sanina Mojżesz (1863-1942), TSB, zesz. 3 (1999), s. 28-29. Autor: JW
- Szczawińska z Rudlickich Maria (1879-1960), TSB, zesz. 3 (1999), s. 29-32. Autor: AW
- Skrzydlewski Antoni Ignacy (1929-1986), TSB, zesz. 2 (1997), s. 20-22. Autor: AW
- Smulski Wacław (1895-1963), TSB, zesz. 2 (1997), s. 22-24. Autor: RK
- Stańczykowa Katarzyna (1902-1991), TSB, zesz. 2 (1997), s. 25. Autor: WB
- Stolarski Błażej (1880-1939), TSB, zesz. 2 (1997), s. 26-27. Autor: MW
- Stumpf Fryderyk (1789-ok. 1867), TSB, zesz. 1 (1994), s. 26-28. Autor: RK
- Stumpf Otto (1825-1906), TSB, zesz. 1 (1994), s. 28-29. Autor: RK
- Sylber (Silber) Lewek (1781-po 1875), TSB, zesz. 2 (1997), s. 27-28. Autor: RK
- Sterling Seweryn Leopold (1864-1932), TSB, zesz. 6 (2010), s. 32-39. Autor: Jerzy Supady [JSu]
- Suchecki Stanisław (1789-1833), TSB, zesz. 7 (2012), s. 18-19. Autor: KTW
- Szymański Majcher (1787-1831), TSB, zesz. 7 (2012), s. 19. Autor: KTW
- Szlifierski (Szlifirski) Józef (1810-1852), TSB, zesz. 2 (1997), s. 28-29. Autor: RK
- Świętosław Szczenię (ok.1370-po 1432), TSB, zesz. 1 (1994), s. 29-30. Autor: JS

- Terpiłowski Aleksander (1863-1932), TSB, zesz. 2 (1997), s. 29-30. Autor: JW
- Tripplin Fryderyk Christian Ludwik (1774-1840), TSB, zesz. 7 (2012), s. 19-22. Autor: KTW
- Tripplin Ludwik Tasillon (1814-1864), TSB, zesz. 7 (2012), s. 22-23. Autor: KTW
- Tripplin Teodor Teuttold Stilichon (1812-1881), TSB, zesz. 7 (2012), s. 23-29. Autor: KTW

- ks. Urbański Władysław (1943-1995), TSB, zesz. 7 (2012), s. 29-30. Autor: HF

- Walaszczyk-Walewski Walenty Julian (1899-1942), TSB, zesz. 5 (2003), s. 25-27. Autor: JW
- Wiślicki Feliks (1866-1949), TSB, zesz. 7 (2012), s. 30-32. Autor: JSk
- Witek Marian (1932-2003), TSB, zesz. 7 (2012), s. 32-33. Autor: JW
- Wojewódzki Edmund Konstanty (1914-1968), TSB, zesz. 1 (1994), s. 30-32. Autor: JW
- Wojtalczyk Mieczysław Zygmunt (1911-1944), TSB, zesz. 5 (2003), s. 27-28. Autor: AW
- Wojtalczykowa Helena (1912-1944), TSB, zesz. 5 (2003), s. 29-30. Autor: AW
- Woskowski Antoni (1925-2002), TSB, zesz. 5 (2003), s. 30-32. Autor: WB
- Wroński Antoni (1785-1840), TSB, zesz. 7 (2012), s. 33-34. Autor: KTW

- Zabiegała z Pawłowskich Stefania (1912-1989), TSB, zesz. 6 (2010), s. 39-41. Autor: KTW
- Zabiegała Tomasz (1907-1983), TSB, zesz. 6 (2010), s. 41-42. Autor: KTW
- Zylber Mieczysław (1896-1967), TSB, zesz. 4 (2001), s. 29-31. Autor: JW